# Gare de Heiligenberg – Mollkirch
Gare de Heiligenberg – Mollkirch – przystanek kolejowy w Heiligenberg, w departamencie Dolny Ren, w regionie Grand Est, we Francji. Jest zarządzany przez SNCF. Obsługuje również miejscowość Mollkirch.

## Położenie
Znajduje się na linii Strasburg – Saint-Dié, na km 28,105, między stacjami Gresswiller i Urmatt, na wysokości 204 m n.p.m..

## Historia
Stację otwarto 15 października 1877 przez Direction générale impériale des chemins de fer d’Alsace-Lorraine, kiedy otwarto odcinek linii z Mutzig do Rothau.

## Linie kolejowe
- Strasburg – Saint-Dié